# Schmallenberger Dichterstreit
Der Schmallenberger Dichterstreit war eine Debatte unter Schriftstellern und Literaturwissenschaftlern über Vergangenheit und Zukunft der Literatur in Westfalen, die 1956 in Schmallenberg stattfand. Der Dichterstreit setzte einen Prozess in Gang, „der zu einer grundlegenden Weichenstellung in der westfälischen Literaturgeschichte führte“ (Walter Gödden).

## Geschichte
Auf Einladung des Landschaftsverbandes Westfalen-Lippe trafen sich in der Stadt Schmallenberg eine Reihe von Autoren, Kritikern und Literaturwissenschaftlern. Initiator und Leiter der Zusammenkunft war Clemens Herbermann, der Pressechef des Landschaftsverbands und Herausgeber der Zeitschrift Westfalenspiegel.

Einen wichtigen Anstoß zur Debatte hatte der in Münster lehrende Germanist Clemens Heselhaus gegeben. Die ältere literarische Produktion qualifizierte er als „geistige Blutgruppen-Forschung“ und „Mystik des Blutes“. Stattdessen solle „die geistige Struktur der Zeit“ thematisiert werden. Heselhaus bestritt, dass es je eine eigenständige westfälische Literatur gegeben habe. Das angeblich genuin Westfälische etwa bei Christian Dietrich Grabbe, Ferdinand Freiligrath oder Annette von Droste-Hülshoff sei eine nachträgliche Mystifikation. „Das Westfälische“ stehe für „falsches Pathos“.

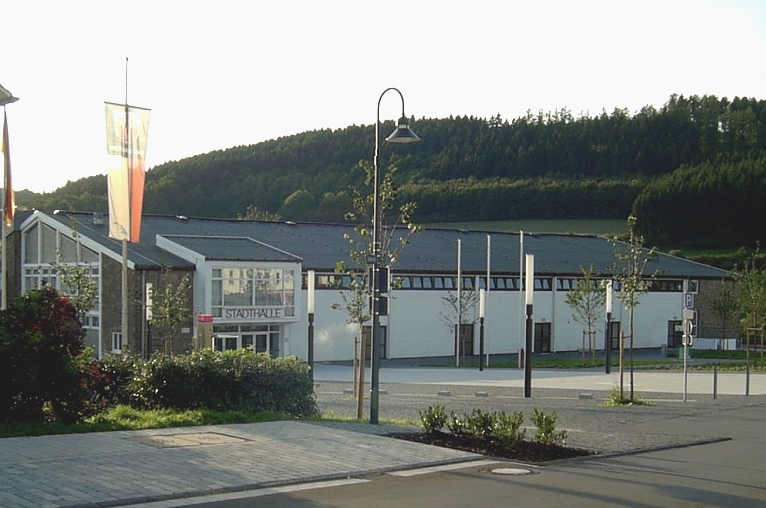
Stadthalle in Schmallenberg

Die teilnehmenden Autorinnen und Autoren waren Josefa Berens-Totenohl, Friedrich Wilhelm Hymmen, Jānis Jaunsudrabiņš, Maria Kahle, Heinrich Luhmann, Ernst Meister, Paul Schallück, Hans-Dieter Schwarze, Erwin Sylvanus, Hertha Trappe, Walter Vollmer, Werner Warsinsky und Josef Winckler.
Die wichtigsten regionalen Tageszeitungen, Rundfunk und Fernsehen waren vertreten, u. a. durch Walter Dirks und Roland H. Wiegenstein. Auch die lokale Resonanz war groß. Der Konflikt wurde in der Presse noch über Monate fortgeführt und in der interessierten Öffentlichkeit auch außerhalb Westfalens etwa in Leserbriefen diskutiert. Eine Autorenlesung in der Schmallenberger Stadthalle hatte mehr als 1.000 Zuhörer. Die eigentliche Debatte fand im engeren Kreis im Hotel Störmann statt.
Im Mittelpunkt des allgemeinen Interesses stand durch kontroverse Diskussion und deren mediale Auswertung die halböffentliche fachliche Debatte zu den Fragen, was „das eigentlich Westfälische an der westfälischen Literatur“ sei und ob diese Literatur „noch das geistige Niveau aufweise“, das sie im 19. Jahrhundert gehabt habe. Damit einher ging die Kritik der jüngeren Autoren (Erwin Sylvanus, Friedrich Wilhelm Hymnen, Hans Dieter Schwarze, Paul Schallück, Ernst Meister), dass nach dem Ende des Nationalsozialismus „westfälische Blut-und-Boden-Dichter … unbehelligt weiterpublizieren konnten“. Im Fokus der Kritik standen nicht nur Schriftsteller der älteren NS-belasteten Generation wie Maria Kahle, Heinrich Luhmann und Josefa Berens-Totenohl, sondern auch der „einflussreiche Literaturmultiplikator“ Josef Bergenthal, ein einflussreicher nationalsozialistischer Literaturfunktionär, der weiterhin „von Münster aus Regie führte“. Im Kontext des Dichtertreffens wurde von dieser Seite „ein regelrechtes Kesseltreiben gegen die jungen Autoren angezettelt“, die den Anschluss an die literarische Moderne suchten.
Im Ergebnis des Konflikts fand eine Umorientierung in der westfälischen Literatur statt. Der Westfälische Heimatbund zog sich aus der Literaturförderung zurück. Er nahm eine als zwischen „Irritation und Ängstlichkeit, den falschen Ton zu treffen“ beschriebene Haltung ein. „Es kam vieles in Bewegung, viele Verkrustungen brachen auf“, stellte Walter Gödden im Jahr 2000 rückblickend fest, wenngleich er eine „halbherzige Umsetzung“ der Forderung nach einer neuen westfälischen Literatur durch die Schmallenberger Kritiker monierte und einen wirklichen „Neuanfang“ erst mit der späteren Begründung der Gruppe 61 ansetzte.